# Nicandro (nome)
Nicandro  è un nome proprio di persona italiano maschile.

## Varianti
- Maschili: Nicardo[3]
- Femminili: Nicandra[3], Nicarda[3]
  - Alterati: Nicandrina[2]

### Varianti in altre lingue
- Bretone: Nikander
- Bulgaro: Никандър (Nikand'r)
- Catalano: Nicandre
- Francese: Nicandre
- Greco antico: Νίκανδρος (Nikandros)[2][4]
- Greco moderno: Νίκανδρος (Nikandros)
- Inglese: Nicander
- Latino: Nicander[1][2]
- Polacco: Nikander
- Portoghese: Nicandro
- Russo: Никандр (Nikandr)
- Spagnolo: Nicandro
- Ucraino: Нікандр (Nikandr)
- Ungherese: Nikandrosz

## Origine e diffusione
Deriva dal nome greco Νικανδρος (Nikandros), composto da νικη (nike, "vittoria") e ἀνδρός (andros, genitivo di ἀνήρ, anēr, "uomo"), e il significato può essere interpretato come "uomo vittorioso", "vincitore di uomini" o "vittoria di un uomo". Gli stessi elementi formano, secondo alcune interpretazioni, il nome Nicanore, nonché, se disposti in senso inverso, il nome Andronico.
In Italia, dove è diffuso grazie al culto dei vari santi così chiamati, è attestato maggiormente nel Sud, specie in provincia di Isernia a Venafro e nei comuni limitrofi. La forma "Nicardo" sembra aver subito l'influsso della radice germanica hardhu ("forte").

## Onomastico
L'onomastico può essere festeggiato in memoria di più santi, alle date seguenti:
- 15 marzo, san Nicandro, medico, martire ad Alessandria d'Egitto[6]
- 5 giugno, san Nicandro, martire in Egitto con altri compagni[7]
- 5 giugno, san Nicandro, martire a Roma[6]
- 17 giugno, san Nicandro, martire con Marciano e Daria Venafro sotto Massimiano[6][7]
- 4 novembre, san Nicandro, vescovo di Myra e martire con sant'Ermeo in Licia[6][7]
- 7 novembre, san Nicandro, martire a Mitilene sotto Diocleziano[6]
- 26 novembre, san Nicandro, martire con altri compagni a Capua[6]

## Persone
- Nicandro, poeta greco antico
- Nicandro, incisore greco antico
- Nicandro, re di Sparta
- Nicandro Breeveld, calciatore surinamese naturalizzato olandese
- Nicandro Izzo, poliziotto italiano
- Nicandro Marinacci, politico italiano